# Галинаг
Галина́г (фр. Galinagues) — коммуна во Франции, находится в регионе Лангедок — Руссильон. Департамент коммуны — Од. Входит в состав кантона Белькер. Округ коммуны — Лиму.
Код INSEE коммуны — 11160.

## Население
Население коммуны на 2008 год составляло 43 человека.
| 1962 | 1968 | 1975 | 1982 | 1990 | 1999 | 2008 |
| ---- | ---- | ---- | ---- | ---- | ---- | ---- |
| 57   | 42   | 26   | 31   | 28   | 41   | 43   |

## Экономика
В 2007 году среди 27 человек в трудоспособном возрасте (15—64 лет) 18 были экономически активными, 9 — неактивными (показатель активности — 66,7 %, в 1999 году было 63,6 %). Из 18 активных работали 12 человек (9 мужчин и 3 женщины), безработных было 6 (4 мужчины и 2 женщины). Среди 9 неактивных 2 человека были учениками или студентами, 2 — пенсионерами, 5 были неактивными по другим причинам.